# Polonia ai Giochi della XXIV Olimpiade
La Polonia partecipò ai Giochi della XXIV Olimpiade, svoltisi a Seul, Corea del Sud, dal 17 settembre al 2 ottobre 1988, con una delegazione di 143 atleti impegnati in diciannove discipline.